# アジピン酸ジイソノニル
| アジピン酸イソノニル | アジピン酸イソノニル             |
| -------------------- | -------------------------------- |
|                      |                                  |
| IUPAC名              | ヘキサン酸ビス(7-メチルオクチル) |
| 別名                 | ジノニルアジペート               |
| 分子式               | C24H46O4                         |
| 分子量               | 399                              |
| CAS登録番号          | 33703-08-1                       |
| 形状                 | 透明液体                         |
| 密度と相             | 0.923 g/cm3, 液体                |
| 融点                 | -68 °C                           |
| 沸点                 | >250 °C                          |
| 水への溶解度         | 0.00022mg/l                      |

アジピン酸ジイソノニル（アジピンさんジイソノニル、Diisononyl adipate、略号：DINA）は、化学式C4H8(COOC9H19)2の有機化合物である。
アジピン酸とイソノナノールのエステルで、ポリ塩化ビニルやゴムに低温柔軟性を付与する可塑剤として食品用ラップフィルムを始めとするフィルムやレザーに使用されている。
国内ではアジピン酸エステルの中で最も生産量が多い。